# AM-070
A Rodovia Manoel Urbano (AM-070) é uma rodovia do estado do Amazonas. Com 89 quilômetros de extensão, possui 3 pontes, entre elas a Ponte Jornalista Phelippe Daou, ligando os municípios de Manaus, Iranduba e Manacapuru. A AM-070 é fundamental na integração da Região Metropolitana de Manaus.

## História

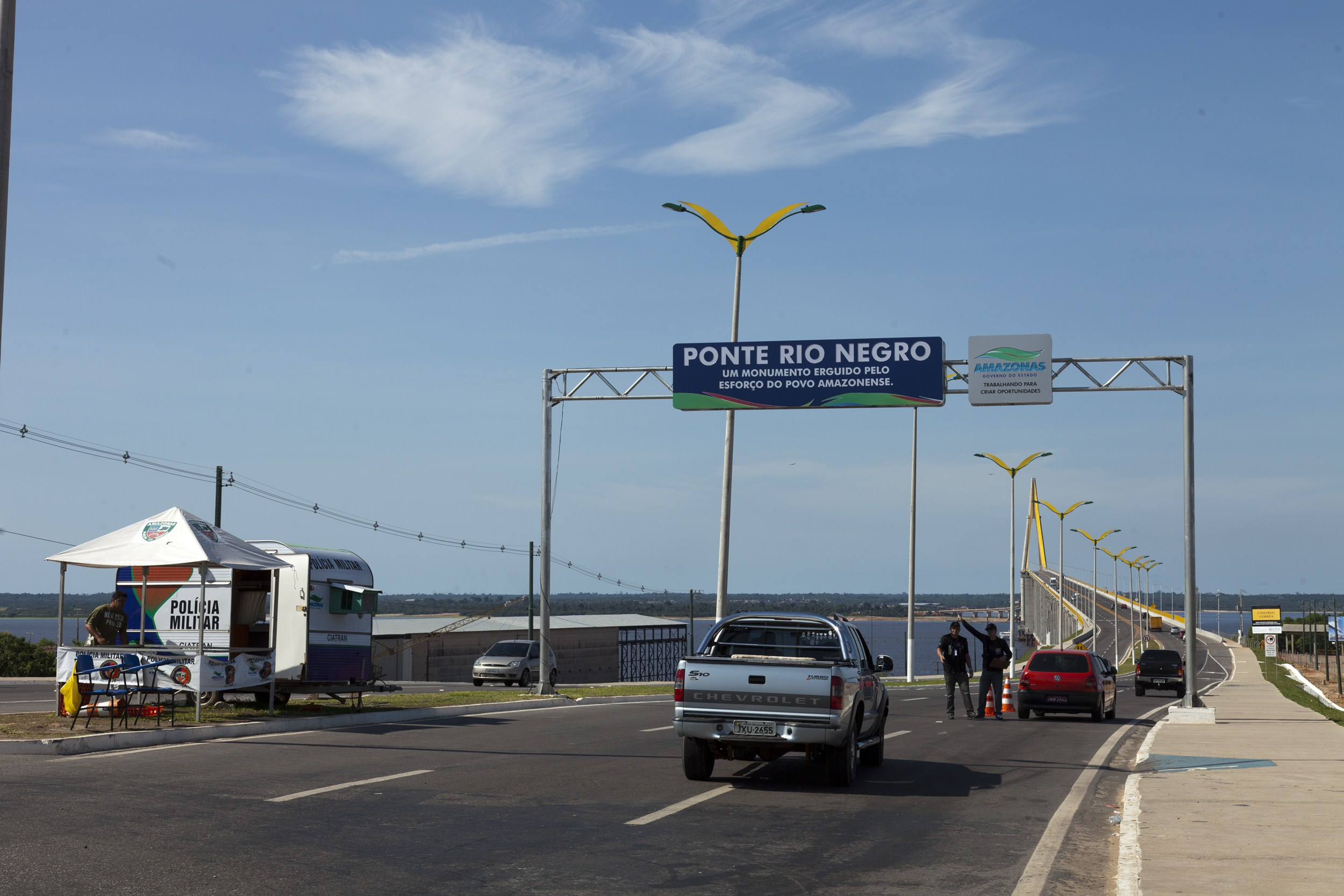
Trecho da rodovia que antecede a Ponte Rio Negro, em Manaus.

A Rodovia Manuel Urbano, inaugurada em 31 de dezembro de 1965, foi chamada de “Estrada da Juta”, devido à sua grande produção na região de Iranduba e Manacapuru encabeçada por produtores japoneses. As principais atividades produtivas deste primeiro momento de colonização foram as culturas permanentes de seringueiras, pimenta-do-reino, café, guaraná e frutíferas, e das culturas periódicas da banana, mandioca, arroz, abacaxi e hortaliças.

### Duplicação

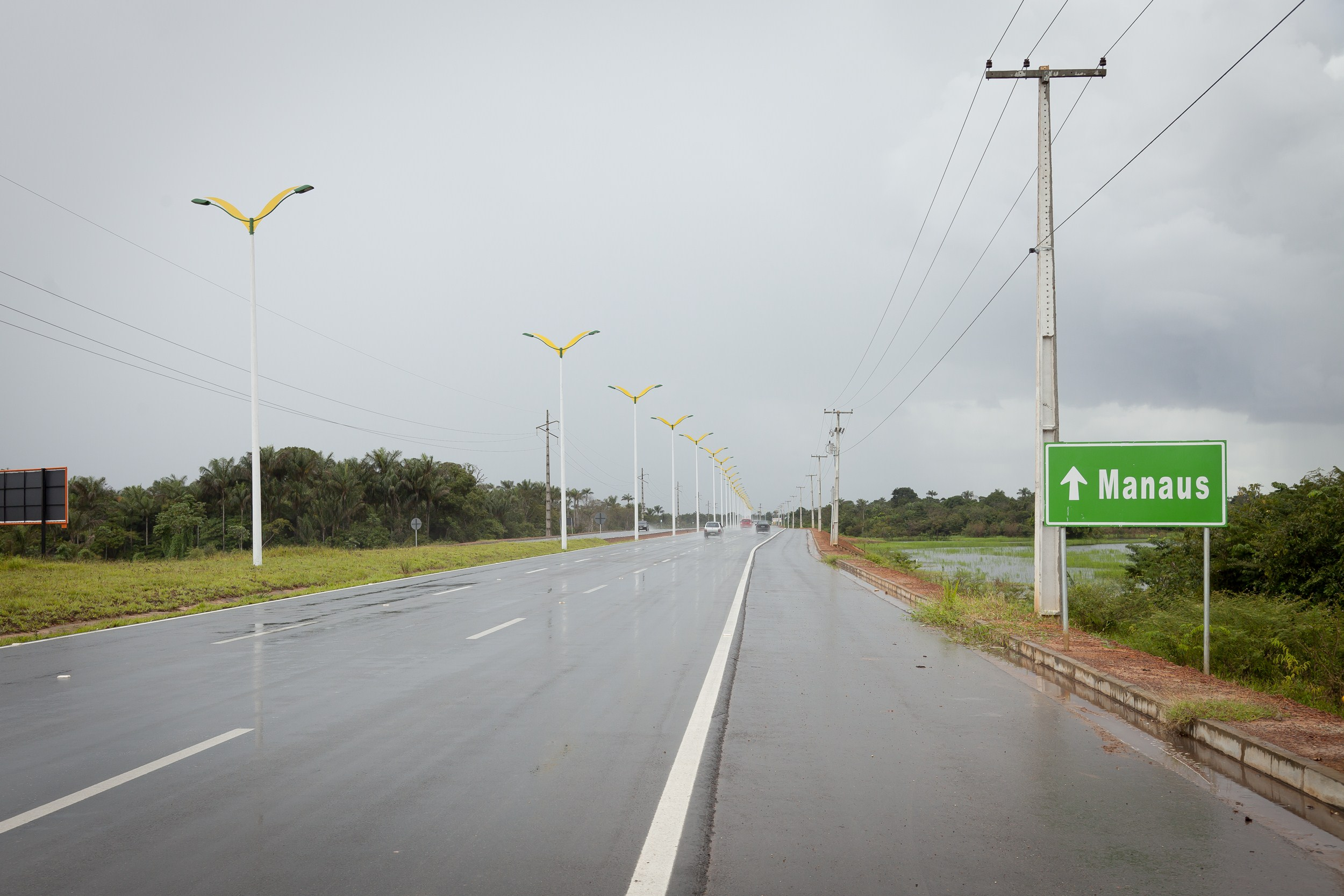
Trecho da AM-070 em Iranduba.

Em janeiro de 2012 o Governo do Estado do Amazonas anunciou a duplicação da rodovia Manoel Urbano. A primeira etapa da duplicação, de onze quilômetros de extensão, foi entregue em agosto de 2015. Com início nas proximidades do Cacau Pirêra até a entrada da sede de Iranduba, onde fica o retorno que dá acesso ao município.
Além de 78 quilômetros duplicados, a obra inclui a construção de duas pistas com 7,10 m de largura, acostamento e drenagem de 2,30 m para cada lado, em uma largura total de 18,80 m, além da iluminação de toda a extensão da rodovia, a restauração com pintura, jateamento e a duplicação das pontes sobre o rio Miriti e o rio Ariaú.
O empreendimento é no valor de R$ 224 milhões, com financiamento do Banco Nacional de Desenvolvimento Econômico e Social (BNDES) e contrapartida do Governo do Estado do Amazonas.
Em outubro de 2020 a duplicação da rodovia atingiu 80% de conclusão das obras. Segundo um prognóstico feito pelo Governo do Estado do Amazonas, a expectativa é de que ocorra uma expansão nos setores de turismo, do agronegócio e de atração de novas empresas para os municípios de Iranduba, Manacapuru e Novo Airão.
Em 20 de dezembro de 2021, a rodovia foi entregue totalmente duplicada e modernizada. As obras de duplicação da AM-070 iniciaram em 2013, mas avançaram apenas 43,5% até 2018, período que corresponde às gestões de quatro governadores. Mais da metade (56,4%) do projeto foi executada em menos de três anos, já na gestão do governador Wilson Lima, iniciada em 2019.